# Karl Kärnekull
Karl Erik Kärnekull, född 25 januari 1906 i Adolf Fredriks församling, Stockholm, död 30 november 1987 i Oscars församling Stockholm, var en svensk ingenjör.
Kärnekull, som var son till civilingenjör Erik Anderson Kärnekull och Hildur Cederquist, utexaminerades från Kungliga Tekniska högskolan 1930. Han var ingenjör i Avesta Storfors kraftverks byggnadskommitté 1930–1931, vid Stockholms hamnstyrelse 1931–1936, vid Stora Kopparbergs Bergslags AB 1936–1938, hos byggmästare Olle Engkvist i Stockholm 1938–1940, verkställande direktör i Stockholm-Nynäs Järnvägs AB 1940–1957, i AB Nynäshamns skeppsmäkleri och speditionskontor, Nynäshamns Stuveri AB och chef för Nynäshamns hamn 1940–1962, för Nynäshamns Fastighets AB 1943–1962, direktör i Rederi AB Nordstjernan i Stockholm 1958–1971 och tillförordnad verkställande direktör i AB Linjebuss 1973–1974. Han var styrelseledamot i Ångfartygs AB Gotland 1940–1974, i Nynäshamns Fastighets AB 1943–1977 och i AB Linjebuss 1955–1976.